# Война кёр-д’ален
Шаблон:Война кёр-д’ален
Война кёр-д’ален (англ. Coeur d'Alene War) — вооружённый конфликт между Соединёнными Штатами и индейскими племенами, происходивший на территории современных американских штатов Вашингтон и Айдахо в 1858 году. Конфликт стал продолжением Якимской войны и возник из-за растущей напряжённости в отношениях между евроамериканскими мигрантами и местными индейскими племенами. Кёр-д’ален, пан-д’орей, спокан, палусы и якама, несмотря на первоначальные успехи в борьбе с американской армией, столкнулись в дальнейшем с подавляющим военным превосходством противника и были вынуждены капитулировать и подписать мирный договор.